# Сінгіда (регіон)
Сінгіда (суах. Mkoa wa Singida) — один з 31 регіону Танзанії. Адміністративний центр — місто Сінгіда. За даними перепису 2012 року його населення становило 1 370 637 осіб.

## Географія
Сінгіда розташована в центральній частині країни, межує на півночі з регіонами Маньяра, Аруша і Шиньянга, на сході — з регіоном Додома, на півдні — з регіонами Мбея та Іринга, на заході — з регіоном Табора.

## Адміністративний поділ
Адміністративно область поділена на 4 округи:
- Ірамба
- Маньйон
- Сінгіда міський
- Сінгіда сільський